# Raynham (Karolina Północna)
Raynham – miasto w Stanach Zjednoczonych, w stanie Karolina Północna, w hrabstwie Robeson.